# Матвієнко Павло Іванович
Павло Іванович Матвієнко (28 травня 1946, село Приліпка Козельщинського району, тепер Кременчуцького району Полтавської області) — український діяч, секретар Полтавського обкому КПУ, директор (ректор) Полтавського обласного інституту післядипломної педагогічної освіти. Кандидат педагогічних наук, доцент.

## Біографія
Закінчив історико-філологічний факультет Полтавського педагогічного інституту. Член КПРС.
Десять років працював вчителем історії, української мови та літератури в сільських школах Донецької та Полтавської областей, був директором Гродівської середньої школи Полтавської області.
У 1977—1979 роках — директор Козельщинської середньої школи Полтавської області.
З 1979 року — на партійній роботі, працював в апараті Полтавського обласного комітету КПУ.
У 1987—1991 роках — секретар Полтавського обласного комітету КПУ з питань ідеології.
У 1992—1999 роках — директор Полтавського обласного інституту післядипломної педагогічної освіти імені Островського. У 1999—2007 роках — ректор та завідувач кафедри педагогічної майстерності Полтавського обласного інституту післядипломної педагогічної освіти імені Островського.
З 2007 року — завідувач кафедри педагогічної майстерності Полтавського обласного інституту післядипломної педагогічної освіти. Потім — на пенсії.

## Нагороди
- Медаль А. С. Макаренка
- Значок «Відмінник народної освіти УРСР»
- Відмінник освіти України